# Bartłomiej Kluth
Bartłomiej Kluth (ur. 20 grudnia 1992 w Ornecie) – polski siatkarz, grający na pozycji atakującego.
Przed zawodowym graniem w siatkówkę trenował badminton, gdzie zdobył brązowy medal drużynowych mistrzostw Polski juniorów.
6 lutego 2017 roku w barwach Espadonu Szczecin ustanowił rekord punktowy Plusligi. W meczu przeciwko Lotosowi Trefl Gdańsk zdobył 40 punktów.

## Sukcesy klubowe

### młodzieżowe
Młoda Liga:
- 2014

### seniorskie
I liga:
- 2015

Liga izraelska:
- 2019

Superpuchar Polski:
- 2020, 2023[4]

Puchar Polski:
- 2021, 2022[5], 2023[6]

Liga polska:
- 2022[7]
- 2021, 2023[8]

Liga Mistrzów:
- 2021, 2022, 2023[9]